# 火三角

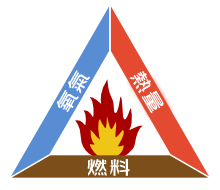
「火三角」概念模型的圖示。

火災三角形（英語：fire triangle）或燃燒三角形（英語：combustion triangle）是一個被用於理解大多數火災必要成分的概念模型。
它說明引發火燃燒所需的三個要素：熱量、燃料（可燃物）和氧化劑（通常是氧氣）。 當這些要素存在並以正確的方式組合時，火災自然會發生（該組合有時因此又被視為第四個要素/基本條件）。 藉由移除火災三角形中的任何一個要素，可以防止或撲滅火災。例如，以防火毯覆蓋火可以阻擋氧氣並撲滅火災。在需要消防員介入的較大規模火災中，減少氧氣量通常不是一個選擇，因為沒有有效的方法可以在大範圍內實現這種條件。
當燃料用盡，火便會自行熄滅。當然，亦可以人手或化學方式將燃料與火分隔，使之熄滅。將燃料隔開是滅火的主要方法，於撲滅山林大火時此點尤其重要。
沒有足夠熱量，就不能產生火及繼續燃燒。某幾類火可以灑水澆熄，因為以水澆火，水會轉化成水蒸氣，帶走[熱量。但要留意，某些火在遇水時會加劇燃燒或蔓延開去。將正在燃燒的燃料分開亦可有效降低熱量。山林大火時，已經著火的樹木會被隔開或移離火場，轉移到沒有其他可燃物的地方。

## 火四面體

火四面體

不過隨著科學的發展，人們發現用燃燒三角形來表示「無火燄燃燒」是確切的；但對於「有火燄燃燒」，因為燃燒過程中存在未受抑制的分解物（游離基）作為中間體，作為鏈式反應。所以表示有火燄燃燒應增加一個必要條件──鏈式反應自由基，這樣就形成了燃燒四面體。
可燃物在燃燒前會裂解為簡單的分子，分子中的共價鍵在外界因素（如光、熱）的影響下，裂解而成化學活性非常強的原子或原子團──稱為游離基。有氫原子、氧原子及羥基等。

### 鏈式反應
大多數的有火燄燃燒都存在著鏈式反應。當某種可燃物受熱時，它不僅會氣化，而且該可燃物的分子還會發生熱裂解作用，即它們在燃燒前會裂解為簡單分子，活性很強的游離基。由於游離基是一種高度活潑的化學形態，能與其他的游離基及分子產生反應，而使燃燒持續下去，這就產生了燃燒的鏈式反應。

### 應用
一場火災通過燃燒過程，其化學反應使之溫度更高並能持續下去，傳統的「火三角」能應用在不少火災上，但如果火災涉及到鋰、鎂等活躍金屬的燃燒，清除「火四面體」中的化學反應元素便能用得著，因單向此等火源射水，會使化學反應加劇，不但不能降溫，反使火源溫度更高，甚至會發生爆炸，因水會使之引起放熱反應，釋出易燃的氫氣。因此，此等火災需以切斷燃燒的連鎖反應來撲滅。